# Миражный (разъезд)
Мира́жный — железнодорожный разъезд Приволжской железной дороги на линии Верхний Баскунчак — Астрахань (линия неэлектрифицирована), расположен в Харабалинском районе Астраханской области, в 71 км от станции Верхний Баскунчак.

## История
Разъезд открыт в 1932 году.

## Деятельность
На станции осуществляются:
- Посадка и высадка пассажиров на (из) поезда пригородного и местного сообщения. Приём и выдача багажа не производятся[2].